# Степанов, Виталий Алексеевич
Виталий Алексеевич Степанов (род. 15 ноября 1941) — советский геолог, заслуженный деятель науки Российской Федерации, один из первооткрывателей золоторудного месторождения «Пионер», доктор геолого-минералогических наук, профессор, Институт тектоники и геофизики им. Ю. А. Косыгина ДВО РАН (Хабаровск), главный научный сотрудник Научно-исследовательского геотехнологического центра ДВО РАН.